# Yumbarra Conservation Park
Yumbarra Conservation Park är en park i Australien. Den ligger i delstaten South Australia, omkring 590 kilometer nordväst om delstatshuvudstaden Adelaide.
Trakten runt Yumbarra Conservation Park är nära nog obefolkad, med mindre än två invånare per kvadratkilometer.. Det finns inga samhällen i närheten.
Omgivningarna runt Yumbarra Conservation Park är i huvudsak ett öppet busklandskap. Genomsnittlig årsnederbörd är 316 millimeter. Den regnigaste månaden är maj, med i genomsnitt 54 mm nederbörd, och den torraste är december, med 7 mm nederbörd.